# 北聖弗蘭西斯科
北聖弗蘭西斯科（西班牙語：San Francisco del Norte），是尼加拉瓜的城鎮，位於該國西部，由奇南德加省負責管轄，始建於1889年4月9日，面積120平方公里，海拔高度495米，2005年人口6,758，人口密度每平方公里56.32人。
13°12′N 86°46′W / 13.200°N 86.767°W